# Nitrate de thorium
Le nitrate de thorium est un composé chimique de formule Th(NO3)4. Il s'agit d'un solide incolore très soluble dans l'eau et l'éthanol, sel de l'acide nitrique HNO3 avec le thorium. C'est un intermédiaire important dans la préparation du dioxyde de thorium ThO2 et du thorium métallique, utilisé dans certaines applications technologiques.

## Propriétés
Le nitrate de thorium n'est pas inflammable, mais oxydant : il est donc susceptible de s'enflammer au contact de matières combustibles, en libérant des composés nocifs de l'azote. Il se dissout dans l'eau en une solution acide contenant de l'acide nitrique HNO3 dissous. Cette solution est corrosive.

## Utilisations
Outre son utilisation pour réaliser des manchons à incandescence, aujourd'hui déclassée par l'usage de matériaux non radioactifs, il a été utilisé pour réaliser des électrodes de soudage TIG (à gaz inerte de tungstène) par adjonction de dioxyde de thorium ThO2 à la matrice de tungstène, ce qui n'est pas sans poser quelques problèmes de radioactivité.
Le nitrate de thorium intervient également dans la fabrication de cathodes pour magnétron et tube à ondes progressives hautes performances, fonctionnant à basse température avec une grande fiabilité.

## Risques sanitaires
Le nitrate de thorium présente une activité massique de 3 930 Bq/g. Il est toxique en faible quantité, les émissions de rayons α n'étant nocifs qu'avec de plus grandes quantités de matériau. L'intensité des particules β et des rayons γ émis par le nitrate de thorium est plutôt faible. La poussière est irritante pour les yeux, le nez, la gorge et la peau ; les muqueuses atteintes doivent être rincées à l'eau claire. En cas d'absorption, il est recommandé de boire beaucoup et de consulter rapidement ; les symptômes de contamination comprennent nausées, étourdissements, vomissements, crampes abdominales, diarrhées sanglantes, convulsions et syncopes.